# Kamal Nath

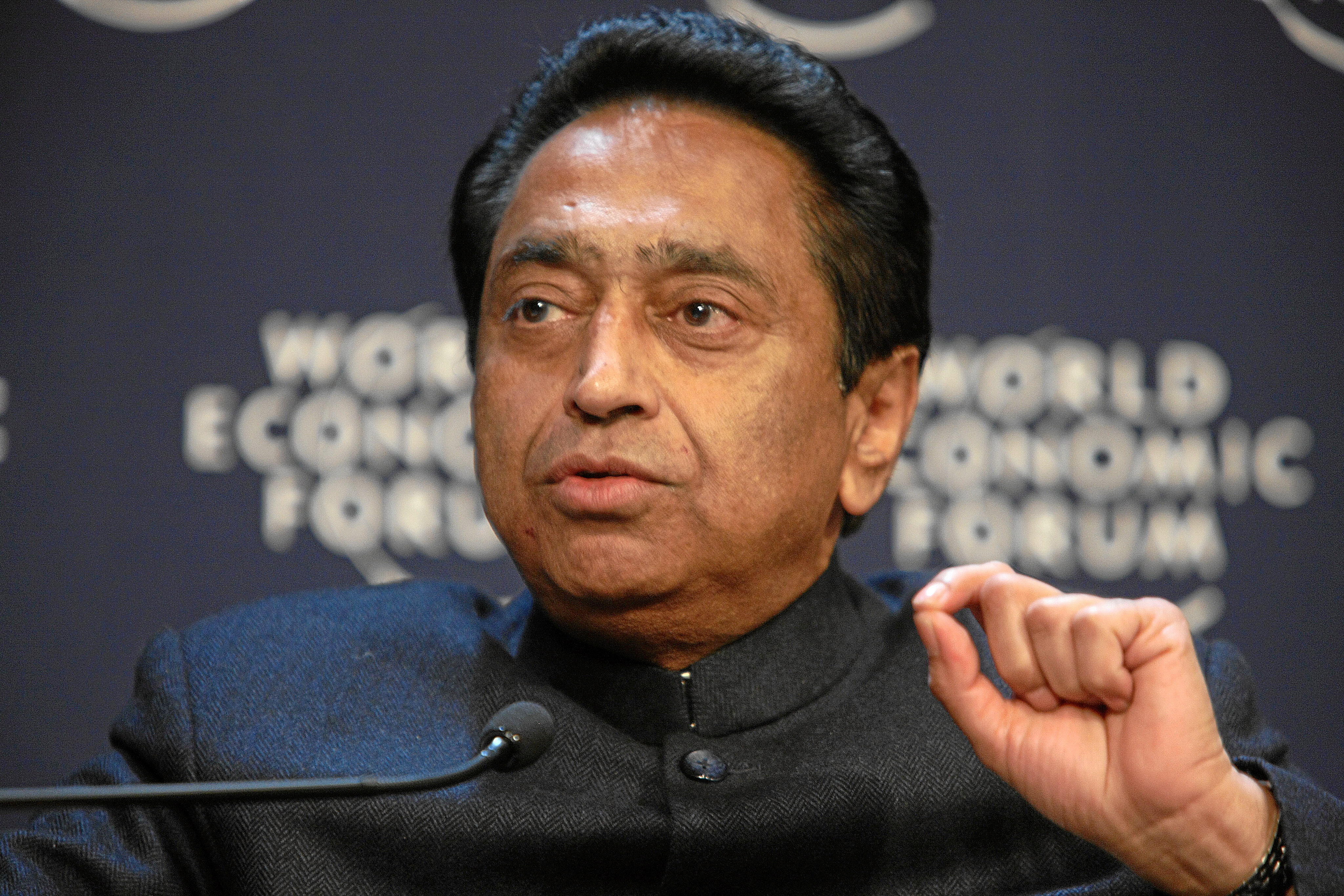
Nath auf dem Weltwirtschaftsforum 2008

Kamal Nath (Hindi कमल नाथ; * 18. November 1946 in Kanpur, Uttar Pradesh) ist ein indischer Politiker des Indischen Nationalkongresses. Er war Minister in mehreren indischen Unionsregierungen (zuletzt im Kabinett Manmohan Singh I ab 2004 und im Kabinett Manmohan Singh II ab 2009) und seit 1980 mit einer Unterbrechung von 1996 bis 1998 Mitglied des indischen Unterhauses (Lok Sabha).
Vom 17. Dezember 2018 bis 20. März 2020 amtierte er als Chief Minister des Bundesstaats Madhya Pradesh.

## Biografie
Kamal Nath wurde 1946, wenige Monate vor der Unabhängigkeit Indiens, in der nordindischen Stadt Kanpur als Sohn des Geschäftsmanns Mahendra Nath und dessen Frau Leela in eine brahmanische Hindu-Familie geboren. Er besuchte die prestigeträchtige Doon School in Dehradun (damals Uttar Pradesh, heute Himachal Pradesh), wo auch Rajiv Gandhi, der älteste, etwa gleichaltrige Sohn Indira Gandhis Schüler war. Dadurch kam er mit der Nehru-Gandhi-Familie in Kontakt, deren loyaler Parteigänger er wurde. 1968 trat Nath der Kongresspartei bei. Nach dem Schulbesuch studierte er am St. Xavier′s College in Kolkata, wo er den Grad eines Bachelor of Commerce erwarb.

### Parlamentsabgeordneter und Ministerposten
In den späten 1970er Jahren zeigte sich Nath als treuer Anhänger Indira Gandhis und hatte Anteil am Zerwürfnis und Zerfall der Janata-Regierung unter Morarji Desai 1979, so dass Indira Gandhi ihn einmal öffentlich als ihren „dritten Sohn“ bezeichnete. Bei der gesamtindischen Wahl 1980 wurde er als Kandidat von Indira Gandhis Kongresspartei (Congress(I)) im Wahlkreis 27-Chhindwara erstmals in die Lok Sabha gewählt. Bei fast allen folgenden Wahlen (1984, 1989, 1991, 1998, 1999, 2004, 2009 und zuletzt 2014) konnte er den Wahlkreis über mehr als 30 Jahre hinweg behaupten. Nur in der Legislaturperiode von 1996 bis 1998 saß an seiner Stelle seine Frau Alka als Abgeordnete des Wahlkreises in der Lok Sabha.
1991 bis 1995 war er im Kabinett Rao Staatsminister für Umwelt und Forstwirtschaft mit eigenem Verantwortungsbereich und 1995–1996 Staatsminister für die Textilwirtschaft.
Von September 2002 bis Juli 2004 war er Mitglied des zentralen Führungsgremiums der Kongresspartei, dem Congress Working Committee und ihr Generalsekretär, bevor er ab dem 23. Mai 2004 im Kabinett Manmohan Singh I Minister für Handel und Industrie wurde.
Im Kabinett Manmohan Singh II (2009 bis 2014) nahm Nath verschiedene Positionen ein. Von 2009 bis zum 18. Januar 2011 war er Kabinettsminister für Straßentransport und Fernstraßen, vom 19. Januar 2011 bis 26. Mai 2014 Kabinettsminister für Stadtentwicklung und vom 28. Oktober 2012 bis 26. Mai 2014 Minister für Parlamentarische Angelegenheiten.
Nach der Wahl zum Parlament von Madhya Pradesh am 28. November 2018, bei der die Kongresspartei 114 der 230 Wahlkreismandate gewann, wurde Kamal Nath am 17. Dezember 2018 als neuer Chief Minister von Madhya Pradesh vereidigt. Neben den Kongresspartei-Abgeordneten erklärten sich die vier parteiunabhängigen Abgeordneten, die zwei Abgeordneten der Bahujan Samaj Party und der Abgeordnete der Samajwadi Party zur Unterstützung seiner Regierung bereit.
Im März 2020 geriet die Regierung Naths in eine Krise als insgesamt 22 Abgeordnete unter Führung von Jyotiraditya Scindia aus der Kongresspartei austraten und sich später der BJP anschlossen. Dadurch verlor die Regierung ihre Parlamentsmehrheit und Nath trat am 20. März 2020 als Chief Minister zurück. Drei Tage später wurde Shivraj Singh Chauhan als sein Nachfolger durch den Gouverneur vereidigt.

### Privates
Nath ist seit 1973 verheiratet und hat mit seiner Frau Alka zwei Söhne. Er zählt zu den wohlhabendsten Abgeordneten Indiens. Im März 2014 deklarierte er einen Besitz von 187 crore ₹, entsprechend damals etwa 22,5 Millionen Euro.

### Internationale Bekanntheit
Kamal Nath gehört zu den wenigen indischen Spitzenpolitikern, die auch international einen gewissen Bekanntheitsgrad erlangt haben.
Kamal Nath war auf zahlreichen internationalen Konferenzen der Vertreter Indiens und nahm in dieser Rolle teilweise eine zentrale Position ein. Auf der Konferenz der Vereinten Nationen über Umwelt und Entwicklung (UNCED) 1992 in Rio de Janeiro fungierte Nath als einer der führenden Sprecher der Entwicklungsländer. Er war Leiter indischer Delegationen nach Finnland, Schweden, Deutschland, Japan, Singapur, Dubai und in das Vereinigte Königreich und ebenso zur Konferenz der Vereinten Nationen für Handel und Entwicklung (UNCTAD), zum Umweltprogramm der Vereinten Nationen (UNEP) und zum Weltwirtschaftsforum in Davos.
Während seiner Amtszeit als Handels- und Industrieminister spielte er eine aktive Rolle bei den Verhandlungen zum Abschluss eines Rahmenabkommen der Welthandelsorganisation (WTO) im Juli 2004. Der anschließende G20-Gipfel fand im Dezember 2005 in Delhi statt. Im Ausland wurde Kamal Nath auch wegen der von ihm repräsentierten Politik Indiens in der WTO bekannt, die zusammen mit der chinesischen und US-amerikanischen Position 2008 zum Scheitern der Doha-Runde führte. Nach dem Scheitern der Gespräche warf Nath am 30. Juli 2008 den Vereinigten Staaten vor, die Interessen des ärmsten Teils der Welt den eigenen Handelsinteressen geopfert zu haben. Kritiker merkten allerdings an, dass Nath stets sehr publikumswirksam die Rolle des Vertreters der Ärmsten zu spielen verstehe, was bei den indischen Wählern immer gut ankomme.

## Kontroversen
Während der politischen Laufbahn Naths kam mehrfach seine Rolle bei den Anti-Sikh-Pogromen 1984 nach der Ermordung Indira Gandhis durch zwei ihrer Siikh-Leibwächter zur Sprache. Damals kamen Tausende Sikhs in ganz Indien, aber vorwiegend in Delhi durch Gewaltaktionen aufgehetzter Hindus ums Leben. Kamal Nath gab zwar zu, an jenem 1. November 1984 in der Nähe des von Hindus attackierten Gurdwara Rakab Ganj Sahib in Delhi gewesen zu sein, bestritt aber jede Beteiligung an den Gewalttaten.
Gleich zu Amtsbeginn als Chief Minister in Madhya Pradesh löste Nath eine Kontroverse mit seiner Bemerkung aus, dass die Arbeitslosigkeit in Madhya Pradesh wesentlich durch Arbeitsmigranten aus den nördlichen beiden Nachbarstaaten Bihar und Uttar Pradesh verursacht sei. Führende Politiker aus den genannten Bundesstaaten kritisierten die Äußerung als „spalterisch“ (divisive).